# Bis
『bis』（ビス）は、光文社が発行している女性向けファッション雑誌。2001年6月に創刊。2006年8月号をもって休刊したが、2017年に復刊した。

## 概要
誌名の「bis」はフランス語で「妹」という意味。2001年に『JJ』の“妹誌”として『JJ bis』（ジェイ・ジェイ ビス）のタイトルで創刊された。一時期は急速に売り上げを伸ばし、売り上げ上位の常連となっていた時期もあった。
創刊当初は女子大生の読者モデルが多く取り上げられた「キラキラ系女子向けのファッション誌」だったが、2017年の復刊以降は「おしゃれ好きな20～25歳の女性」をターゲットとしている。復刊以降は女優、アイドル、インフルエンサーなどをモデルとして起用している。

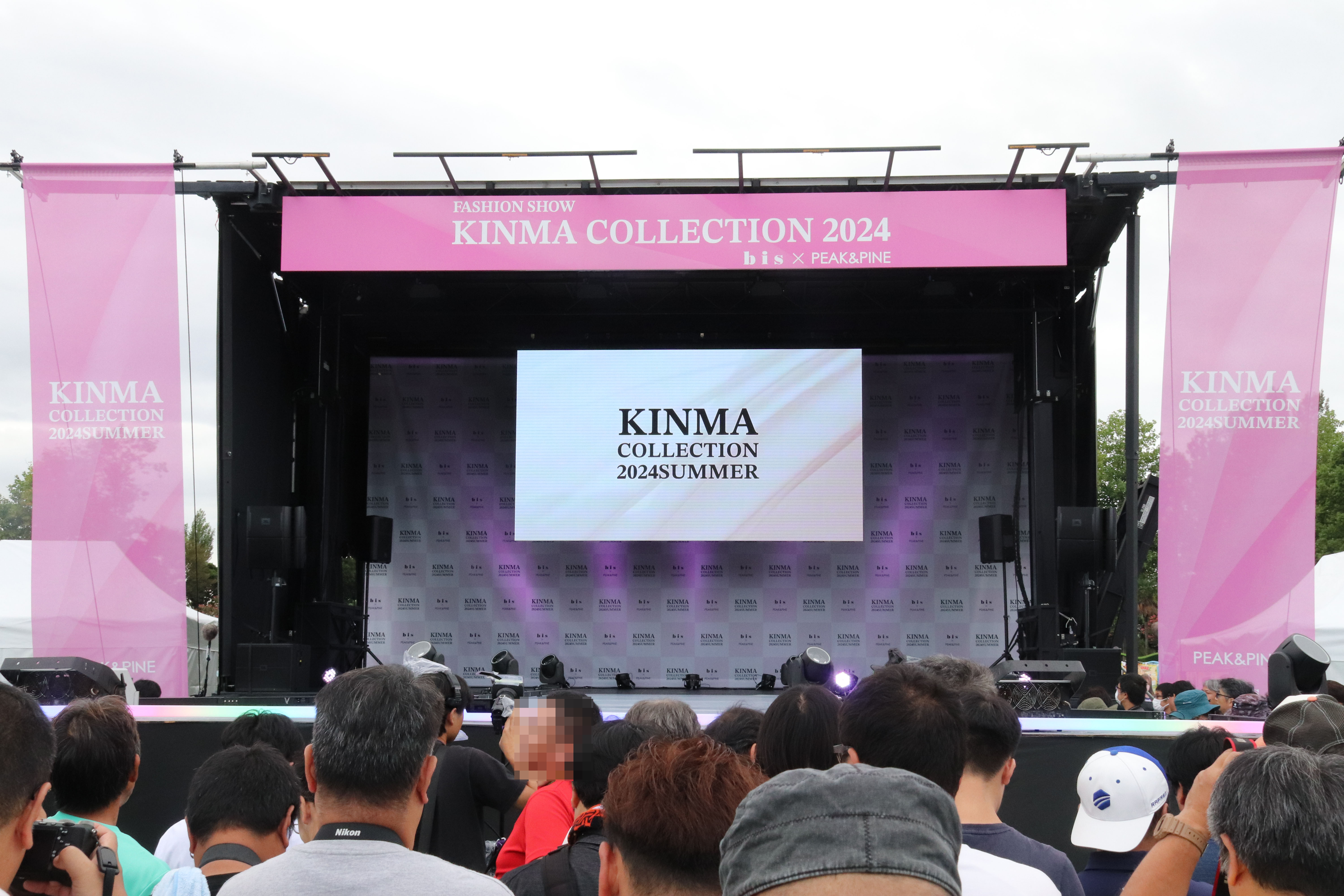
bisと近代麻雀水着祭のコラボで行われたファッションショーステージ（2024年）

## 略歴
2001年6月に『JJ』の妹誌『JJ bis』として創刊。
2006年1月号から『bis』に誌名を変更したが、同年8月号をもって休刊した。
2017年5月25日、光文社から『bis』プレ号を発売し復刊。9月より奇数月12日発行の隔月刊誌として11年ぶりに復活した。編集長は徳間書店で『LARME』の編集長を務めた中郡暖菜（2018年に退任）。
2024年7月号を最後に隔月刊を終了し、季刊に刊行形態を変更。

## 休刊前の内容
本誌で活躍した専属モデルには、向一美あらため向ひとみや遠藤友里菜などがいる。また、専属モデルではないが長谷川潤もレギュラーモデルとして、単独で、あるいは向ひとみなどとともに表紙を飾ったり、巻頭のファッションページに登場したことがあった。
この雑誌の特徴は読者モデルが主体となり、誌面のほとんどの企画に登場していたことであった。表紙やメインのファッションページには本業の専属モデルを起用していたが、それ以外の特集やヘア、ビューティー企画などには読者モデルを起用することがほとんどだった。彼女たちはbis LEADERSと呼ばれ、読者からの支持を受けていた。中でも人気のある読者モデルは単独で特集が組まれたり、連載を持ったりした。
代表的な連載に、創刊当初から巻末企画として続いていた「こんにちは！bisリーダーズ」があった。これは、毎号bis LEADERSが彼女たちの私物やマイブームなどを紹介する見開きの企画ページで、毎年4月号には4ページにわたり新成人のbis LEADERSの成人式当日の振袖の写真が掲載されていた。
登場する読者モデルは関東地方や関西地方および東海地方の私立大学に在学中の女子大生がほとんどであった。彼女たちの中には、浜口順子や秋元玲奈など、芸能界やアナウンサー業に進出する者もいた。また、JAMのように自身がプロデュースするファッションブランドを立ち上げた者もいる。

### 休刊前の系統
- コンサバ - 「保守的」という意味合いの、いわば定番といえる系統。おとなしめのデザインが多い。
- 可愛ゴー - JJ bisのキャッチフレーズはKawa-go Highteen Book 「可愛いくてゴージャス」の略称。
- お姉系 - コンサバにギャル的センスを取り入れた、男性うけを狙った華やかなファッション。

## 姉誌
- JJ

## キャッチフレーズ
- Kawa-go Highteen Book（2000年代）
- キッラキラの25歳をめざす女のコ♥マガジン（2000年代）
- 「少女の心を持ちながら、大人の女性になるためのファッションバイブル（Lady with the girl's heart）」（2017年）